# Одесса (аэропорт)
Международный аэропорт Одесса (укр. Міжнародний аеропорт Одеса) — аэропорт города Одессы, третьего по величине города Украины. Расположен в семи километрах к юго-западу от центра города. Международный аэропорт Одесса относится к группе наиболее крупных аэропортов страны и связывает город регулярными рейсами с Киевом, другими городами Украины, городами стран СНГ, Европы и Ближнего Востока.
Аэропорт обслуживает Юг Украины, примыкающий к Чёрному морю, на территории которого расположены крупнейшие морские порты Украины — Одесса, Черноморск, Николаев, Херсон.

## История

### Школьный аэродром
Любитель авиации, предприниматель Артур Антонович Анатра в 1908 году купил участок земли в степи, вблизи военного полигона Стрельбищное поле, разместив там мастерские по ремонту и сборке самолётов (с 1913 года — Завод аэропланов Анатра), аэроклуб (с 1910 года — школа лётчиков) и школьный аэродром, служивший для учебных и испытательных полетов. Позже название «Школьный» официально закрепилось за аэродромом.
В 1960 году на территории аэродрома государственной авиации «Школьный» была построена для аэропорта искусственная взлётно-посадочная полоса (на нынешнем месте) длиной 2800 метров, перрон, а затем и здание аэровокзала (с тех пор аэродром «Школьный» (на котором и поныне базируется авиаремонтный завод и авиация пограничных войск) не имеет собственной искусственной ВПП, и использует для взлётов и посадок полосу аэропорта).

### Аэропорт Застава
История аэропорта в Одессе началась в 1924 году. Тогда на аэродроме «Школьный» была открыта воздушная станция, которая 21 мая приняла первый технический рейс, а 25 мая — первый пассажирский рейс «Укрвоздухпути» по маршруту Харьков — Зиновьевск — Одесса. Несколько позже был открыт рейс Одесса — Киев — Чернигов — Москва, а с начала 1930-х годов были открыты полёты по линии Одесса — Николаев — Кривой Рог — Днепропетровск — Харьков на первом советском пассажирском самолёте К-5 (перелёт продолжался около 6 часов с тремя посадками).
С конца 1940-х годов и до 1961 года основным аэропортом Одессы был аэропорт «Застава» (с грунтовой ВПП длиной 800 м). С 1961 года он использовался для выполнения авиационных работ (в первую очередь сельскохозяйственных) на самолётах Ан-2 и вертолётах, затем был закрыт. В 1960—1980-х годах из аэропорта «Застава» выполнялось большое количество пассажирских рейсов на самолётах Ан-2 в райцентры и крупные сёла Одесской области. В 1994 году аэропорт «Застава» был закрыт, ныне он вошёл в территорию Западного кладбища города Одесса.

### Аэропорт Одесса
В 1961 году вступил в строй новый аэропорт Одесса и начал принимать реактивные пассажирские самолёты Ту-104. Аэропорт Одесса был одним из трех аэропортов в Украинской ССР, который мог принимать авиалайнеры этого типа.
Основные сооружения аэропорта, на базе которых функционировал Одесский объединённый авиаотряд, созданный в 1961 году как самостоятельное предприятие, были построены в 1960—1961 годах (взлётно-посадочная полоса, рулёжные дорожки, места стоянок воздушных судов, авиационно-техническая база, здание управления воздушным движением и другие). Площадь аэропорта — 570,8 га.
Аэровокзальный комплекс, суммарная пропускная способность которого по состоянию на 2013 год составляет 400 пассажиров в час, предназначен для обслуживания международных и внутренних линий. В 1982 году сооружён грузовой терминал.

### Российско-украинская война
30 апреля 2022 года российские войска обстреляли аэропорт, повредив взлетно-посадочную полосу

## Характеристики
Аэропорт располагает ВПП длиной 2800 м шириной 45 м, ширина магистральной рулёжной дорожки (МРД) 17,6 м, соединительных рулёжных дорожек (РД) 16 м, что позволяет ему принимать среднемагистральные самолёты как российского (Ту-154, Ту-134, Як-42), так и западного производства (вплоть до Боинга 757-300). Аэропорт соответствует метеоминимуму I категории по классификации ИКАО.
7 декабря 2016 года в аэропорту впервые совершил посадку Боинг 767-300, для приёма которого аэропорт не сертифицирован. Этим бортом в Одессу прибыла команда Манчестер Юнайтед.
Конструкция покрытия ВПП, рулёжных дорожек, перронов и мест стоянки воздушных судов представлена прямоугольными цементобетонным плитами толщиной 24—26 см на уплотненной грунтовой основе, усиленных двухслойным асфальтобетоном толщиной 16—20 см, (у РД-1 — двухслойным асфальтобетоном толщиной 12 см с армирующей геосеткой). Несущая способность аэродромных покрытий (классификационное число ACN-PCN): ВПП — 30/R/C/X/T; МРД (1 уч.) — 21/R/B/X/T; МРД (2 уч.) — 16/R/B/X/T; перрон — 17/R/C/X/T.
В 2018 году построен новый терминал и начались работы по постройке новой ВПП.
Новая взлетно-посадочная полоса международного аэропорта Одесса начала принимать воздушные суда с 16 июля 2021г.
Новое светосигнальное, радионавигационное и метеорологическое оборудование позволит принимать самолёты категории D, предназначенные для совершения полётов средней и большой протяженности, такие как широкофюзеляжные авиалайнеры Boeing-767, по категории III ICAO. Это позволит увеличить количество рейсов и нарастить пассажиропоток.
Классификационное число ACN-PCN: ВПП 75/R/B/W/T

## Перевозчики и пункты назначения
С сентября 2015 года авиасообщение между Одессой и Москвой с Санкт-Петербургом прервано в результате войны между Украиной и Россией.
В конце 2021 года авиакомпания Qatar Airways стала совершать полёты в Доху.
В 2021 году самые популярными направлениями были Стамбул, Борисполь, Анталия, Шарм-эш-Шейх, Варшава.

## Пассажиропоток

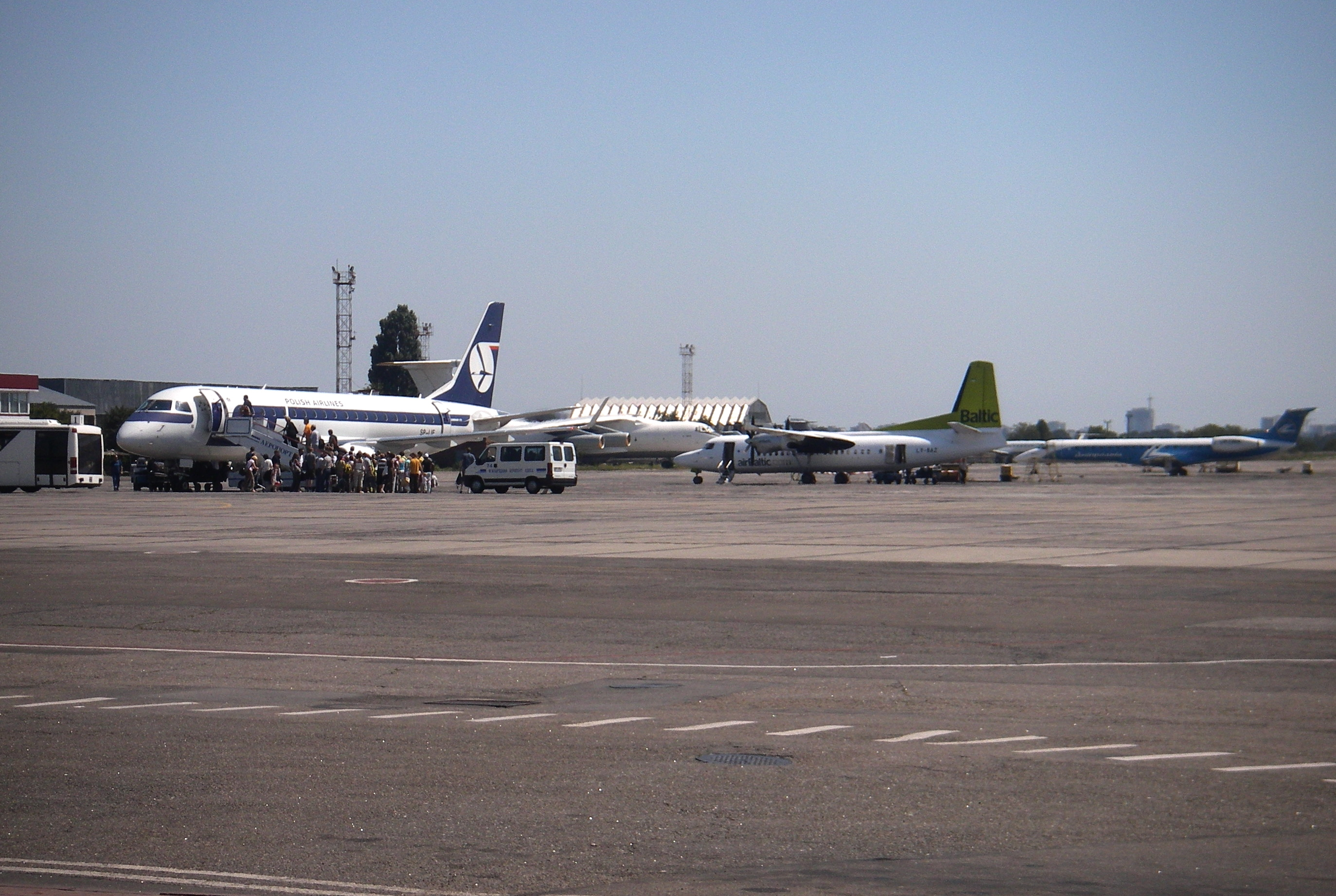
Международный аэропорт Одесса

Пассажирооборот по годам
| Год  | Количество пассажиров | Изменение к предыдущему году |
| ---- | --------------------- | ---------------------------- |
| 2001 | 117,000               | -                            |
| 2002 | 132,000               | ▲012.8 %                     |
| 2003 | 260,000               | ▲097.0 %                     |
| 2004 | 307,000               | ▲018.1 %                     |
| 2005 | 343,000               | ▲011.7 %                     |
| 2006 | 465,100               | ▲035.6 %                     |
| 2007 | 527,400               | ▲013.4 %                     |
| 2008 | 787,000               | ▲049.2 %                     |
| 2009 | 651,000               | ▼017.3 %                     |
| 2010 | 707,100               | ▲08.6 %                      |
| 2011 | 824,300               | ▲017.0 %                     |
| 2012 | 907,600               | ▲010.1 %                     |
| 2013 | 1,069,100             | ▲017.8 %                     |
| 2014 | 863,900               | ▼019.2 %                     |
| 2015 | 949,100               | ▲09.8 %                      |
| 2016 | 1,033,560             | ▲08.9 %                      |
| 2017 | 1,228,120             | ▲018.3 %                     |
| 2018 | 1,446,500             | ▲017.7 %                     |
| 2019 | 1,694,022             | ▲016.6 %                     |
| 2020 | 698,700               | ▼058.8 %                     |
| 2021 | 1,328,326             | ▲052.6 %                     |

## Реконструкция аэропорта
8 июня 2012 года стартовала кампания по реконструкции аэропорта, в этот день строители начали подготовку земельного участка, на котором будет возведён новый терминал.

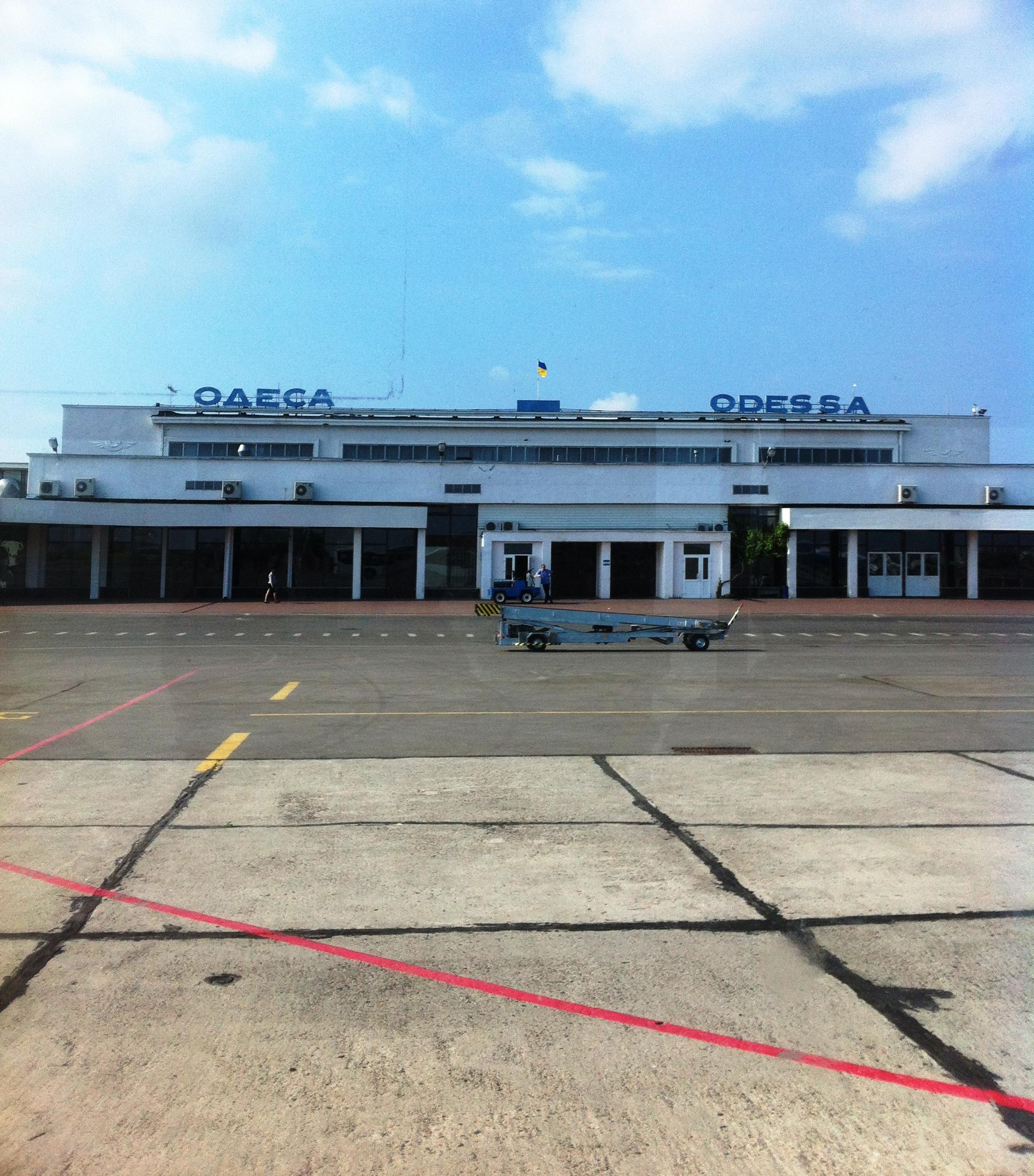
Вид на терминал аэропорта с лётного поля. Май 2013 года.

Площадь нового терминала составит 26 000 м², пропускная способность 1000 человек в час (1,5—2 млн пассажиров в год), будут установлены 16 стоек регистрации, 4 телескопических трапа, а количество выходов для посадки на автобусы будет увеличено с 2 до 5. Возведение нового терминала планируется закончить к концу 2016 года. Он будет обслуживать как международные, так и внутренние рейсы.
Оценочная стоимость работ составляет порядка 45-60 млн $. Первая сумма для начала работ в размере 360 млн гривен (~ 45 млн $) уже была перечислена инвестором в уставной фонд ООО «Международный аэропорт „Одесса“». Компания «Airport Consulting Vienna» разработала мастер-план, бизнес-план и оценку технической концепции развития аэропорта, а генеральным проектировщиком проекта выступила испанская компания Ineco.
По состоянию на лето 2013 года велась реконструкция: завершён нулевой цикл строительства, полностью готов фундамент. построен каркас здания до уровня третьего этажа. Готовность каркаса составляла 50 %, к концу года планируется провести внутренние работы и начать монтаж оборудования. Сдача объекта планировалась в сентябре 2014 года.
На 03.03.2015 собраны 85 % металлоконструкций весом более 1000 т, выполнено 100 % каркаса фасада нового терминала Международного аэропорта Одесса. Завершено строительство трансформаторной подстанции и монтаж внутриплощадочной ливневой канализации, бетонирование стоек галерей телетрапов, лестниц, и лифтовых шахт. После окончания кровельных работ строители приступят к остеклению фасада, монтажу внутренних сетей и оборудования терминала.
На 21.07.2015 кровля смонтирована на 100 %. Установлены стойки, которые будут удерживать стеклянные панели фасада. Все коммуникации уже проложены.
07.09.2015 года директор ООО «Международный аэропорт Одесса» Андрей Шатюк объявил, что сдача нового терминала планируется 15.06.2016 года. Планируется также привлечь волонтёров для тестирования терминала и перевод чартерных рейсов на первоначальном этапе его работы. В ближайшее время будет закончен монтаж фасада и благоустройство прилегающих территорий, после чего начнётся внутренняя отделка здания.
Немного ранее руководство бюджетной авиакомпании Wizz Air высказало свою заинтересованность в возобновлении сотрудничества с аэропортом Одесса.
10.09.2015 года министр инфраструктуры Андрей Пивоварский заявил, что строительство новой ВПП для аэропорта Одессы, который на 75 % принадлежит частной компании, учитывая приоритетность данного проекта для региона, будет профинансировано из госбюджета. Строительство может начаться в 2016, и закончиться в 2017 году. Рассматривается вопрос как строительства новой ВПП, так и реконструкции старой. Проект оценивается в 80—200 млн $. В данный момент ведутся переговоры по изысканию необходимых средств. С кем, однако, не уточняется.
На начало апреля 2016 года завершен монтаж общей системы канализации терминала, что позволило осуществить чистовую заливку 2/3 площади пола первого этажа. Ведется монтаж вентиляции, системы дымоудаления и пожаротушения. Завершается установка переходных галерей между зданием терминала и приемниками телетрапов. Металлоконструкции галерей собираются на земле, а далее при помощи кранов проводится их монтаж к терминалу и приемникам. До конца текущего месяца запланировано завершить работы по инсталляции электрических сетей, пожарной сигнализации, системы водоснабжения и канализации по этажам.
На начало июня терминал готов на 70 %. После сдачи в эксплуатацию он будет работать в тестовом режиме в течение 2—3 месяцев, принимая внутренние рейсы. Полноценно терминал заработает в марте 2017 года, когда будет полностью организована работа международного пункта пропуска.
В октябре 2016 года oдесская городская администрация вплотную приблизилась к получению государственного финансирования на строительство новой взлетно-посадочной полосы. Городской голова рассказал, что обсуждал вопрос финансирования с премьер-министром Владимиром Гройсманом и министром транспорта Андреем Пивоварским. На совещании были выработана дорожная карта действий, которая позволит приступить к работам уже в ближайшее время. Строительство новой взлетно-посадочной полосы обойдется в 1,6 млрд гривен. Помимо покрытия, предусматривается установка современного оборудования, которое позволит принимать борты в неблагоприятных погодных условиях.
В конце января 2016 года терминал был сдан в эксплуатацию, однако рейсы, по словам городского головы, терминал начнёт принимать не раньше весны 2017 года, и только внутренние. Терминал был принят экспертами из Киева, теперь ожидается приёмка объекта местными властями. Также решается вопрос о выделении средств на строительство новой ВПП, которое город планирует начать в 2017 году и закончить к 2018. Ориентировочный срок осуществления проекта — 26 месяцев.

### Запуск нового терминала
С 15 апреля 2017 новый терминал начал обслуживать внутренние рейсы. Первым стал рейс 0057 авиакомпании МАУ из Борисполя. Также терминал будет принимать рейсы авиакомпании Мотор-Сич из аэропорта Киев. Летом 2017 года в новый терминал переведут все рейсы на прилет (внутренние и международные), а обслуживание пассажиров всех вылетающих рейсов в новом терминале планируется начать до лета 2018 года после окончания реконструкции взлётно-посадочной полосы.
Обслуживание пассажиров международных рейсов, прилетающих в Одессу началось в новом терминале 2 сентября 2017 года, таким образом пассажиры всех прилетающих рейсов теперь обслуживаются в новом терминале.
По состоянию на осень 2019 года все рейсы украинских (МАУ, Мотор Сич, SkyUp) и двух международных авиакомпаний (Ernest Airlines и Wizz Air) на прилёт и вылет были перенесены в новый терминал. На полную силу новый терминал должен заработать весной 2020 года, одновременно с предполагаемым вводом новой ВПП.

### Новая ВПП
Весной 2017 года Кабмином обсуждалось выделение средств на строительство новой взлётно-посадочной полосы. Так, на заседании 6 сентября, премьер-министр Владимир Гройсман заявил, что строительство новой ВПП является стратегически важным, поэтому он не сомневается, что необходимые средства будут найдены. Гройсман оценил строительство в 1,6 млрд гривен (на текущий момент выделено 500 млн гривен), а срок выполнения работ в 30 месяцев. Двумя днями позднее, 8 сентября, прошла торжественная закладка капсулы, символизирующая начало строительства. Выделение ещё 1,17 млрд гривен придётся на 2018 год.
19 ноября 2017 началось строительство новой ВПП, на место строительства прибыла техника. Планируемое окончание строительства — конец 2018 года. Согласно проекту 2012—2013 годов, длина полосы составит 2800 м, несмотря на неоднократные заявления чиновников разного уровня о необходимости строительства именно полосы длиной в 3200 м, для большей конкурентоспособности аэропорта. Однако, в проекте заложена «возможность» удлинения полосы, при необходимости, до 3200 м.
В ноябре 2020 года завершилось строительство новой ВПП.
В июле 2021 года на новую полосу приземлился первый рейс.
Одновременно с новой полосой в полном объёме заработал и новый перрон. Его построили у нового терминала. Он может вмещать восемь среднемагистральных самолётов. При этом на двух стоянках при необходимости можно будет разместить дальнемагистральные самолёты.

## Конкурс на создание скульптуры-символа Международного аэропорта «Одесса»
В 2019 году Международный аэропорт «Одесса» объявил международный конкурс на лучшую идею скульптуры-символа воздушных ворот города. Первое место занял украинский художник Степан Рябченко. Его скульптура «Сфера» будет реализована и установлена у нового терминала аэропорта.